# Кевин Меркадо
Кевин Меркадо (на испански: Kevin Mercado) е еквадорски футболист, състезател на Клуб Некакса. Играе като ляво крило.

## Биография
На 2 февруари 2017 г. подписва с ЦСКА (София).
Дебютира за ЦСКА (София) на 25 февруари 2017 г., като влиза резерва второто полувреме на мача на ЦСКА (София) с Берое (Стара Загора).